# Дурисвіти
Дурисвіти (фр. Les Tricheurs) — французька чорно-біла кінодрама 1958 року, знята Марселем Карне.

## Сюжет
Фільм розповідає про пошуки втраченого покоління 1950-х років. Герої зраджують своє кохання і жорстоко розплачуються за це.

## У ролях
- Жан-Поль Бельмондо — Лу
- Паскаль Петі — головна роль
- Альфонсо Метіс — головна роль
- Жак Шабассоль — другорядна роль
- Андреа Парізі — Кло
- Жак Шарр'є — Боб Летельє
- Лоран Терзієфф — другорядна роль
- Бриджитт Барб'є — другорядна роль
- Дані Саваль — другорядна роль
- П'єр Бріс — Бернар
- Жак Марен — другорядна роль
- Домінік Паж — Ніколь
- Андре Сервіланж — другорядна роль
- Рене Сарторіс — другорядна роль
- Жак Порте — Гай
- Габріель Фонтан — другорядна роль
- Мішель Насторг — другорядна роль
- Клер Олів'є — другорядна роль
- Жерар Даррйо — другорядна роль
- Жак Берже — другорядна роль
- Ален Жані — другорядна роль
- Аріель Куаньї — другорядна роль
- Деніз Вернак — другорядна роль
- Ролан Армонтель — другорядна роль
- Ролан Лезафр — Роже
- Алан Скотт — другорядна роль
- Франс Асселен — другорядна роль
- Жослін Дарш — другорядна роль
- Мішель Бардолле — другорядна роль
- Гі Бедо — другорядна роль
- Серджо Гоббі — другорядна роль
- Анн-Марі Коффіне — другорядна роль
- Ніколь Дюбуа — другорядна роль
- Жак Перрен — другорядна роль
- Жан-Франсуа Порон — другорядна роль
- Ален Сорі — епізод
- Франсуаза Ватель — епізод
- Клод Жиро — Тоні

## Знімальна група
- Режисер — Марсель Карне
- Сценаристи — Марсель Карне, Жак Сігур, Шарль Спаак
- Оператор — Клод Ренуар
- Композитор — Норман Гранц
- Художник — Поль Бертран
- Продюсер — Робер Дорфманн